# ژنوویو نگو مبلک
ژنوویو نگو مبلک (انگلیسی: Genevieve Ngo Mbeleck؛ زادهٔ ۱۰ مارس ۱۹۹۳) بازیکن فوتبال اهل کامرون است.

وی همچنین در تیم ملی فوتبال زنان کامرون بازی کرده‌است.